# Polymixis caroli
Polymixis caroli là một loài bướm đêm trong họ Noctuidae.